# Корчагин, Владимир Иванович
Влади́мир Ива́нович Корча́гин (род. 23 июля 1950, Фрунзе Киргизская ССР, СССР) — доктор физико-математических наук, директор Института физики Южного федерального университета. Член Американского и Европейского астрономических обществ. Направление деятельности — космические исследования.

## Биография
Владимир Корчагин родился 23 июля 1950 года в городе Фрунзе Киргизской ССР. В 1972 году стал выпускником Ростовского государственного университета, получил диплом с отличием. Руководителем его дипломного проекта был Л. С. Марочник.
В 1976 году стал кандидатом наук, по специальности астрофизика, радиоастрономия. В 1991 году стал доктором наук по специальности астрофизика, радиоастрономия. В 1994 году — старший научный сотрудник Национального центра астрономии и астрофизики в Пуне, Индия. В 1995 году стал приглашенным профессором Национальной астрономической обсерватории в Токио.
В 1996 году — приглашённый профессор Института теоретической физики имени Юкавы в Киото.
С 1998 по 1999 год — старший научный сотрудник центра высших исследований Национальной астрономической обсерватории в Токио.
С 2001 по 2008 год был научным сотрудником департамента астрономии Йельского университета в США.
Прожил в США 8 лет, но решил вернуться в Ростов-на-Дону.
В 2010 году занял должность директора Института физики Южного федерального университета.
Состоит в Американском и Европейском астрономических обществах.
Занимался рецензированием научных статей в американском журнале «Astrophysical Journal» и английском «Monthly Notices of the Royal Astronomical Society».